# Saška Štumberger
Saška Štumberger, slovenska jezikoslovka in pedagoginja, * 15. april 1973, Ptuj.

## Življenje in delo
Osnovno šolo na Hajdini je zaključila leta 1988 in izobrazbo nadaljevala na naravoslovno – matematični smeri Gimnazije Ptuj. Leta 1992 je vpisala diplomski študij na smereh A-nemški jezik s književnostjo in B-slovenski jezik, ki ga je v drugem letniku zamenjala na smer A. 
Leta 1996 je dobila nemško štipendijo DAAD in se udeležila enomesečnega jezikovnega tečaja nemščine v Göttingenu. Opravila je tečaj Inštituta za izobraževanje prevajalcev in tolmačev v Gradcu. V študijskem letu 1997/98 je prejela štipendijo avstrijske vlade (ÖAD), ki jo je uporabila za pripravo na diplomsko delo pri študiju germanistike. Leta 1999 je diplomirala na obeh smereh študija. 
V študijskem letu 2000/01 je na Filozofski fakulteti v Ljubljani vpisala podiplomski magistrski študij, smer Slovenski knjižni jezik in stilistika pod mentorstvom Ade Vidovič Muha. Magistrsko delo z naslovom Slovenščina pri dvojezičnih Slovencih v Nemčiji je zagovarjala 14. marca 2005 in na razpisu Urada Vlade RS za Slovence v zamejstvu in po svetu zanj prejela prvo nagrado za diplomska, magistrska in doktorska dela na področju Slovencev v zamejstvu in po svetu. Delo je izšlo kot knjiga leta 2007.
Med podiplomskim študijem je obiskovala srečanja lektorjev in izobraževanj učiteljev slovenščine kot drugega/tujega jezika na Centru za slovenščino kot drugi/tuji jezik. Na slovanskem seminarju Univerze v Tübingenu je opravila izpite na lektoratih ruščine in srbščine/hrvaščine. 
Na Filozofski fakulteti v Ljubljani se je zaposlila oktobra 1999. Do januarja 2005 je delovala kot slovenska lektorica Slovanskega seminarja Univerze v Tübingenu, kjer je slovenščino kot tuji jezik poučevala od začetnih jezikovnih tečajev do prevajanja v slovenščino. Skupaj z Društvom slovenskih pisateljev je organizirala literarne večere, urejala spletni časopis študentov slovenščine Slovenščina v Tübingenu, Tübingen v slovenščini, pripravljala slovenske filmske večere in ekskurzije ter sodelovala na srečanjih predstavnikov slovenskih organizacij v Nemčiji. Hkrati je raziskovala slovenščino pri tamkajšnjih dvojezičnih Slovencih. V sodelovanju s slovenskimi društvi v Nemčiji je vodila projekt Pišimo slovensko in o tamkajšnjih prireditvah je pisala v reviji za Slovence po svetu Rodna gruda. Predstavitev slovenskega lektorata v Tübingenu je objavila v Jeziku in slovstvu, o slovenski izseljenski skupnosti v Nemčiji pa v reviji Zvon.
Februarja 2005 je nadaljevala svoje delo s poučevanjem na Filozofski fakulteti v Ljubljani na Oddelku za slovenistiko.
Kot lektorica je leta 2005 sodelovala na Seminarju slovenskega jezika, literature in kulture, ki ga vsako leta organizira Center za slovenščino kot drugi/tuji jezik. Bila je predstavnica Oddelka za slovenistiko v pritožni komisiji Izpitnega centra in članica Akademskega zbora Filozofske fakultete, kjer je delovala na področju mednarodnega sodelovanja. Leta 2017 je sodelovala z Inštitutom za slovenski jezik Frana Ramovša s preverjanjem poznavanja priročnikov in potrebe na področju slovenščine kot maternega jezika. Zdaj je članica uredniškega odbora za pripravo slovarja ESSKJ, lektorira strokovno literaturo ter predvsem deluje na področju slovaropisja, leksikologije in besedotvorja.